# Réparations pour esclavage
Les réparations pour l'esclavage sont un concept de justice qui fait valoir que des indemnités devraient être versées aux descendants d'esclaves d'Afrique subsaharienne qui ont été les victimes de la traite et réduits en esclavage.
Le concept n'a pas encore été concrétisé. En revanche, des propriétaires d'esclaves ont reçu une indemnité financière à la suite de l’abolition de l'esclavage dans certains pays occidentaux, afin de compenser la perte de cette main-d’œuvre gratuite, considérée comme un bien faisant partie de leur patrimoine.

## Apparition du concept
Vers la fin du XIIe siècle, l'évêque de Tournai, Étienne de Tournai, est le premier juriste européen à tenter d'obtenir réparation pour crimes de guerre et réduction en esclavage de nombreux Français lors de razzias des Vikings sur Paris trois siècles plus tôt. Pour ce faire, il adresse une série de lettres au roi du Danemark, Knut VI (1182-1202). Tout en reconnaissant que le roi ne descendait pas en ligne directe des auteurs de ces expéditions, il suggère que toute sa famille en a certainement tiré profit et qu'il a donc une responsabilité morale à cet égard.

## Débats à travers le monde

### États-Unis
L'esclavage a pris officiellement fin aux États-Unis en 1865 avec la fin de la guerre de Sécession et la ratification du treizième amendement à la Constitution des États-Unis, qui déclare que « Ni esclavage ni servitude involontaire, si ce n'est en punition d'un crime dont le coupable aura été dûment condamné, n'existeront aux États-Unis ni dans aucun des lieux soumis à leur juridiction ». À cette époque, environ quatre millions d’Afro-Américains ont été libérés.

#### Montant des réparations
En 1999, l'avocat et activiste afro-américain Randall Robinson, fondateur de l'organisation de plaidoyer TransAfrica, a écrit que l'histoire des émeutes raciales, du lynchage et de la discrimination institutionnelle aux États-Unis avait « entraîné 1 400 milliards de dollars de pertes pour les Afro-américains ». L'économiste Robert Browne a déclaré que le but des réparations devrait être de « remettre la communauté noire dans la position économique qu'elle aurait si elle n'avait pas été soumise à l'esclavage et à la discrimination ». Il estime une juste valeur de réparation entre 1 400 et 4 700 milliards de dollars, soit environ 142 000 US$ (153 0002015) pour chaque Noir américain vivant aujourd'hui. D’autres estimations estiment cette valeur à 5 700 ou 14 200, 17 100milliards de dollars, ou 16 000 000 milliards de dollars (16 billiards), soit environ 350 millions de dollars par descendant d'esclave (population définie comme les personnes s'identifiant aujourd'hui comme afro-américaines, sans compter les 20% de Blancs américains qui ont des ancêtres esclaves noirs).

#### Prises de position en faveur des réparations
Dans le domaine politique, un seul projet de loi majeur (H.R. 40 - Commission to Study and Develop Reparation Proposals for African-Americans Act (en)) demandant la création d'une commission chargée d'étudier « l'impact de l'esclavage sur la vie sociale, politique et économique de notre nation », a été présenté au Congrès des États-Unis, par l'ancien représentant. John Conyers Jr. chaque année de 1989 jusqu'à sa démission en 2017, mais sans succès,.
En 2014, le journaliste américain Ta-Nehisi Coates a publié un article intitulé « The Case for Reparations », concernant les effets persistants de l'esclavage et des lois ségrégationistes. Il a fait de nouvelles demandes de réparations se basant sur le projet de loi HR 40 de John Conyers, soulignant que l'échec du Congrès à adopter ce projet de loi exprime un manque de volonté de corriger leurs torts passés.
En septembre 2016, le Groupe de travail des Nations Unies sur les personnes d'ascendance africaine a encouragé le Congrès à adopter le projet de loi HR40 susmentionné pour étudier les propositions de réparations, mais le Groupe de travail n'a pas directement approuvé de proposition de réparation spécifique. Le rapport note qu'il existe un héritage d'inégalité raciale aux États-Unis et qu'une « idéologie dangereuse de la suprématie blanche inhibe la cohésion sociale parmi la population américaine ».
En 2016, le mouvement Black Lives Matter s'exprime en faveur de réparations.
En 2020, la mort de George Floyd et les protestations qui s'ensuivent poussent le sujet des réparations pour l'esclavage des Afro-américains et amènent la question sur le devant de la scène politique. Un texte de loi à la chambre basse du parlement de Californie visant à lancer une étude sur le sujet, proposé avant les évènements, est voté lors des protestations à une très forte majorité. Selon Justin Hansford, professeur de droit et directeur du centre Thurgood Marshall pour les droits civiques à l'Université Howard (historiquement noire), les réparations auront d'abord lieu au niveau local, puis au niveau national.

#### Approbation des réparations par les candidats démocrates à la présidentielle de 2020
Andrew Yang a déclaré qu'il soutenait le HR40 lors de son intervention sur l'émission Karen Hunter.
En janvier 2019, l'écrivaine Marianne Williamson a détaillé un plan de réparations dans une interview pour Ebony Magazine.
Les sénateurs Elizabeth Warren et Cory Booker ont tous deux indiqué un certain niveau de soutien aux réparations, selon NPR.
Tulsi Gabbard est un coparrainant de HR40, le seul texte législatif au Congrès proposant et détaillant des propositions de réparations  et Bernie Sanders est co-parrain de la version sénatoriale du projet de loi.
Kamala Harris a déclaré en avril 2019 qu'elle soutenait les réparations.
Beto O'Rourke est « prêt à envisager une certaine forme de réparation », selon US News & World Report,.
Tom Steyer lors du débat sur les primaires démocrates de 2020 en Caroline du Sud a exprimé son soutien aux réparations.

#### Opposition aux réparations
L'opposition aux réparations de l'esclavage se reflète dans la population générale. Dans une étude menée par YouGov en 2014, seulement 37 % des Américains pensaient que les esclaves auraient dû recevoir une compensation sous forme d'espèces après avoir été libérés. En outre, seulement 15 % pensaient que les descendants d'esclaves devraient recevoir des paiements en espèces. Les résultats ont indiqué une nette division entre les Américains noirs et blancs sur cette question. L'étude a résumé leurs conclusions, notant: « Seuls 6% des Américains blancs soutiennent les paiements en espèces aux descendants d'esclaves, contre 59 % des Noirs américains. De même, seulement 19% des Blancs - et 63% des Noirs - soutiennent des programmes d'éducation spéciale et de formation professionnelle pour les descendants d'esclaves. ».
En 2014, en réponse à l'article de Ta-Nehisi Coates, The Case for Reparations, le journaliste conservateur Kevin D. Williamson a publié un article intitulé The Case Against Reparations, où il affirme: « Les personnes à qui des réparations sont dues sont mortes depuis longtemps ».
Un autre article s’opposant aux réparations de l'esclavage a également été publié en 2014 par le commentateur politique néo-conservateur canado-américain David Frum.

### Royaume-Uni
En 2004, des descendants d'Africains réduits en esclavage en Amérique ont engagé l'avocat Ed Fagan dans un recours collectif contre le marché de l'assurance Lloyd's de Londres, entre autres sociétés britanniques et américaines, déclarant qu'en assurant et en finançant les navires négriers, ils étaient complices du génocide,. L'affaire n'a pas abouti. En Jamaïque en 2004, une coalition du mouvement Rastafari et des Maures berbères [réf. à confirmer] qui prétendent avoir construit l'infrastructure des nations mais n'ont jamais été entièrement payés pour leurs connaissances en matière de construction, et d'autres groupes ont fait valoir que les pays européens auparavant impliqués dans la traite des esclaves, en particulier la Grande-Bretagne, devraient payer 72,5 milliards de livres sterling pour réinstaller 500 000 rastafariens jamaïcains dans Afrique. La réclamation a été rejetée par le gouvernement britannique, qui a déclaré qu'il ne pouvait pas être tenu responsable des torts des siècles passés.
Le 27 novembre 2006, le Premier ministre britannique Tony Blair a présenté des excuses partielles pour le rôle de la Grande-Bretagne dans le commerce de l'esclavage en Afrique. Cependant, les militants des droits de l'homme africains l'ont dénoncé comme une « rhétorique vide » qui n'a pas traité correctement le problème. Ils estiment que ses excuses timides se sont arrêtées pour empêcher toute réplique légale. Blair s'est de nouveau excusé le 14 mars 2007.
Le 24 août 2007, Ken Livingstone (alors maire de Londres) s'est excusé publiquement pour le rôle de Londres dans la traite des esclaves. « Vous pouvez regarder là-bas pour voir les institutions qui bénéficient encore de la richesse qu'elles ont créée de l'esclavage », a-t-il dit en pointant vers le quartier financier, avant de s'effondrer en larmes. Il a affirmé que Londres était encore entachée par les horreurs de l'esclavage. Jesse Jackson a félicité le maire Livingstone et a ajouté que des réparations devraient être effectuées,.
En 2023, une famille d'aristocrates britanniques, descendante de propriétaires d'esclaves sur l'ancienne possession britannique de l'île de Grenade, décide de présenter des excuses et verser des réparations au nom de ses ancêtres qui avaient perçu une notable compensation financière au moment de l'abolition de l'esclavage. Elle enjoint d'autres familles et même la famille royale britannique à suivre son exemple.

### Afrique
En 1999, la Commission africaine pour la vérité concernant la réparation et la rapatriation, a demandé spécifiquement à l'Occident (États-Unis d'Amérique et Europe de l'ouest), de verser 777 000 milliards de dollars à l'Afrique dans les cinq ans.
En septembre 2001, les Nations unies ont parrainé la Conférence mondiale contre le racisme, la discrimination raciale, la xénophobie et l'intolérance qui y est associée, qui s'est tenue à Durban, en Afrique du Sud. La Conférence d'examen de Durban a parrainé une résolution déclarant que l'Occident devait des réparations à l'Afrique en raison du « racisme, de la discrimination raciale, de la xénophobie et de l'intolérance qui y est associée » provoquée par la traite négrière atlantique. Les dirigeants de plusieurs pays africains ont soutenu cette résolution. L'ancien ministre de la Justice du Soudan, Ali Mohamed Osman Yassin, a déclaré que la traite négrière est responsable des problèmes actuels qui affligent l'Afrique.

#### Union africaine
En 2023, l’Union africaine adopte une résolution visant à obtenir une justice réparatrice pour l’esclavage transatlantique et la colonisation. Celle-ci soulignant la nécessité de la restitution des terres autochtones confisquées et la restitution des objets culturels saisis pendant la période coloniale. La même année, l’Union africaine s’associe à la Communauté caribéenne (CARICOM) pour exiger des réparations.
En février 2025, lors du 38ᵉ sommet de l’Union africaine qui s’est tenu à Addis-Abeba, est adoptée une résolution initiée par le Togo et considérant l’esclavage et la colonisation comme crimes contre l’humanité. Puis, une seconde résolution intitulée Justice pour les Africains et les personnes d’origine africaine à travers les réparations est à son tour adoptée. Présentée par le Ghana et appuyée par l’Algérie, cette résolution demande la mise en place de réparations pour la traite transatlantique des esclaves et à la colonisation.

### Caraïbes et Guyane anglophones

#### Commission des réparations de la CARICOM
En 2013, lors du premier d'une série de conférences à Georgetown, au Guyana, pour commémorer le 250e anniversaire de la révolte des esclaves de Berbice en 1763, directeur du campus de Cave Hill de l'université des Indes occidentales, Sir Hilary Beckles, a exhorté la Communauté caribéenne (CARICOM) pour imiter la position adoptée par les Juifs qui ont été persécutés pendant la Seconde Guerre mondiale et qui ont depuis organisé un fonds de réparation juif,.
Suivant l'avis de Sir Hilary Beckles, la Commission des réparations de la CARICOM (CRC) a été créée en septembre 2013. En 2014, 15 pays des Caraïbes ont dévoilé le « Plan en dix points de la CARICOM pour une réconciliation et une justice réparatrice » qui demande :
- Des excuses officielles complètes, par opposition aux « déclarations de regrets » que certains pays ont émises.
- Une possibilité de rapatriement, soulignant le droit légal de retour dans leurs pays d’origine, des descendants des plus de 10 millions d'Africains qui ont été capturés, transportés de force vers les Caraïbes puis asservis en tant que biens.
- Un programme de développement des peuples indigènes pour réhabilitation des survivants.
- Des institutions culturelles à travers lesquelles les histoires des victimes et de leurs descendants peuvent être développées.
- Un règlement de la « crise de la santé publique » dans les Caraïbes. Les Caraïbes ont l'incidence la plus élevée de maladies chroniques qui découle de la malnutrition, de la brutalité émotionnelle et des profils de stress globaux associés à l'esclavage, au génocide et à l'apartheid ».
- L’élimination de l'analphabétisme, les communautés noires et autochtones ayant été laissées dans un état d'analphabétisme, en particulier par les Britanniques.
- Un programme d’instruction concernant l’Afrique, afin d’informer les personnes d'ascendance africaine de leurs racines;
- Un programme de réhabilitation psychologique pour les descendants africains.
- Un transfert de technologie pour un meilleur accès à la culture scientifique et technologique mondiale
- L’annulation de la dette pour faire face au « piège budgétaire » auquel sont confrontés les gouvernements des Caraïbes qui sont sortis de l'esclavage et du colonialisme[40].

Les représentants des États des Caraïbes ont annoncé à plusieurs reprises leur intention de porter la question devant la Cour internationale de Justice (CIJ). Cependant, en 2019 aucune action n'avait été entreprise. De plus, du point de vue du droit international, il restera à préciser si l'esclavage, le génocide ou d'autres crimes contre l’humanité étaient interdits au moment où ils ont été commis. Le droit international connaissant le principe du droit intertemporel, les interdictions actuelles ne peuvent en principe pas être appliquées rétroactivement. Cependant des exceptions au principe du droit intertemporel peuvent être opposées dans les cas de crimes contre l'humanité, car les États européens et leurs représentants ne pouvaient pas s'attendre à ce que l'esclavage soit légal à l'avenir (argument téléologique).

#### Guyana
En 2007, le président du Guyana, Bharrat Jagdeo, a officiellement appelé les nations européennes à payer des réparations pour la traite des esclaves. Le président Jagdeo a déclaré: « Bien que certains membres de la communauté internationale aient reconnu leur rôle actif dans ce système méprisable, ils doivent aller plus loin et soutenir les réparations ». En 2014, le Parlement du Guyana a créé un « Comité des réparations du Guyana » pour enquêter plus avant sur l'impact de l'esclavage et créer des demandes formelles de réparations.

#### Antigua et Barbuda
En 2011, Antigua-et-Barbuda a appelé à des réparations aux Nations Unies, affirmant que « la ségrégation et la violence contre les personnes d'ascendance africaine avaient entravé leur capacité d'avancement en tant que nations, communautés et individus ». Plus récemment, en 2016, l'ambassadeur d'Antigua-et-Barbuda aux États-Unis, Sir Ronald Sanders, a appelé l'Université Harvard « à manifester ses remords et sa dette envers des esclaves anonymes d'Antigua-et-Barbuda ». Selon Sanders, Isaac Royall Jr., qui a été le premier professeur de droit à Harvard, s'est appuyé sur les esclaves de sa plantation à Antigua lors de la création de la Harvard Law School. Sanders a recommandé que ces réparations prennent la forme de bourses annuelles pour les Antiguais et les Barbudiens.

#### Jamaïque
En 2012, la Jamaïque a relancé sa commission des réparations, pour examiner la question de savoir si le pays devrait demander des excuses ou des réparations à la Grande-Bretagne pour son rôle dans la traite des esclaves. L'opposition a cité le rôle de la Grande-Bretagne dans la fin de la traite des esclaves comme une raison pour laquelle la Grande-Bretagne ne devrait accorder aucune réparation.

#### Barbade
En 2012, le gouvernement de la Barbade a créé un groupe de travail sur les réparations composé de douze membres, chargé de maintenir l'élan local, régional et international en matière de réparations,. La Barbade serait « en train de montrer la voie en demandant des réparations aux anciennes puissances coloniales pour les injustices subies par les esclaves et leurs familles ».
En 2022, « le gouvernement de la Barbade mène une campagne pour obtenir réparation auprès des descendants d'esclavagistes ». Cela concerne « tout descendant de propriétaire de plantation blanc ayant bénéficié de l'esclavage »,.
En 2023, la première ministre Mia Mottley annonce que la Barbade devrait recevoir 4,9 billions de dollars en guise de réparation. 

### France
[à développer]
À l’instar du projet américain de loi H.R. 40 (en), l’article 5 du projet de loi de Christiane Taubira sur la « reconnaissance de la traite et de l'esclavage en tant que crimes contre l'humanité », prévoyait la création d’une commission chargée « de déterminer le préjudice subi et d'examiner les conditions de réparation due au titre de ce crime ». Cet article a été retiré de la loi validée le 10 mai 2001.
En juin 2016, la loi relative au montant de l’indemnisation des esclavagistes à la suite de l’abolition, est abrogée « au titre d’une réparation morale du préjudice subi par les esclaves ». En 1849, un an après la seconde abolition de l'esclavage, l'État avait en effet indemnisé les anciens « possesseurs d’esclaves »,. Ce sont ainsi 126 millions de francs or (équivalent de près de 27 milliards d'euros en 2021) qui sont versés pour la perte des 250 000 travailleurs serviles,.

### Brésil
Le 27 septembre 2023, à la demande de 14 historiens, appartenant à 11 universités du pays, le parquet fédéral brésilien ouvre une enquête sur les profits que la banque Banco do Brasil a tirés de l'esclavage et de la traite négrière, dans un pays qui fut un des derniers au monde à abolir l'esclavage en 1888, et qui a le plus importé de captifs africains entre le XVIe et le XIXe siècle,. Selon les universitaires, la banque s'est financée en taxant les navires négriers venus d’Afrique, mais aussi en accordant de généreux prêts et crédits à quantité de trafiquants d’esclaves. De plus, les fondateurs et grands actionnaires de la banque recrée en 1851, étaient d'importants esclavagistes, comme par exemple José Bernardino de Sá.
Pour Julio Araujo, procureur au ministère public fédéral, des réparations d’ordre symbolique, mais également des réparations financières, à la demande de la communauté afro-brésilienne, peuvent être envisagées. Selon lui, « c’est un processus inédit. La justice brésilienne va enfin se pencher sur les blessures infligées par de grandes institutions durant l’esclavage et œuvrer pour une vraie politique de réparation ».
De son côté, la Banco do Brasil affirme que la responsabilité repose sur la société tout entière.

## Institutions religieuses

### Église d'Angleterre
Les liens entre l'esclavage et l'Église d'Angleterre (anglicane) remontent à 1704, lorsque la Reine Anne crée un fonds pour compléter les revenus du clergé appauvri. Celui-ci a massivement investi dans la Compagnie de la mer du Sud qui détenait le monopole sur le transport d'esclaves. Entre 1714 et 1739, elle aurait transporté 34 000 captifs lors d'au moins 96 voyages.
En 2023, en reconnaissance de cette implication, l'Église d'Angleterre lance un programme pour investir dans la recherche et soutenir les communautés qui ont été affectées par la traite négrière occidentale. La somme allouée s'élève à 100 millions de livres, soit près de 120 millions d'euros, étalée sur une période de neuf ans, pour dédommager les communautés victimes de l'esclavage. Le programme vise notamment à soutenir les entrepreneurs, les éducateurs et les historiens les plus brillants.
Un rapport interne, publié le 4 mars 2024, recommande d'augmenter ce fonds à 1,2 milliard d'euros, soit 10 fois plus que la somme initiale. Il souligne notamment l'ampleur des dégâts et du désavantage racial découlant de l'esclavage en Afrique. Selon Rosemarie Mallette, évêque à Croydon chargé du rapport : « Nous avons instauré un système de racisme, où les gens étaient jugés par leur couleur et étaient considérés comme inférieurs à ce système, ce qui se perpétue aujourd'hui dans les communautés touchées ».